# 乙黒史誠
乙黒 史誠（おとぐろ ふみたか、1977年2月8日 - ）は、埼玉県出身の俳優。フォセット･コンシェルジュ所属。

## 来歴・人物
大阪芸術大学 舞台芸術学科卒業。在学中から俳優としての活動を開始し、『Beautiful Life 〜ふたりでいた日々〜』と『池袋ウエストゲートパーク』でレギュラー出演を果たす。卒業後は演劇集団「Z団」旗揚げメンバーとして参加。2年間の活動後、退団。現在はフォセット・コンシェルジュに所属。テレビドラマを始めとした映像作品を中心に活動。
27年のキャリアを持ち、国内外で活躍する俳優。
自ら企画・プロデュース・主演を務めた長編映画『僕を呼ぶ声 / TOKYO STRANGE TALE』は、フランス・パリのヨーロッパ インディペンデント映画祭（ÉCU）にて公式セレクション＆観客賞を受賞。米国ポートランド・ホラー映画祭クロージング上映をはじめ、世界40以上の映画祭に出品され、17冠を獲得（公式セレクション含む）。
また制作資金を補うため、2023年に渋谷spaceEDGEで自主イベント「乙黒文化祭2023」を開催。映画の0号試写先行上映、フリーマーケット、飲食ブースなど多彩な企画で約200人を動員し、募金箱で50万円を集め、世界の映画祭出品費用に充てた。この成功は、彼の強い実行力と観客とのつながりを示すものとなった。
演技力と企画力を兼ね備え、国際的にも高い評価を受ける日本人俳優のひとり。観客を魅了する表現力と、作品全体を構築するプロデュース力が強み。
近年では主演男優賞・監督賞・脚本賞など、幅広いジャンルで受賞多数。
現在は国内外の劇場上映を行う為のプロデュースを精力的に行っている。
趣味は英会話、ファッション、レコード収集、銭湯巡り、格闘技（キックボクシング）、乗馬。特技は料理。またイラストを描くのが得意で、息子をモデルにした作品をインスタグラムで公開している。
2025年5月、講談社『FRIDAYデジタル』にて、初の長編映画の国際評価や俳優・プロデューサーとしての歩みに関するインタビュー記事が公開された『FRIDAYデジタル』記事（2025年5月4日）。

## 出演

### 映画
2025年　長編映画「僕を呼ぶ声/TOKYO STRANGE TALE 」監督:上野コオイチ
世界8カ国17冠受賞中
（フランス：ÉCUヨーロッパ・インディペンデント映画祭 観客賞、
アメリカ：Crown Point国際映画祭 長編主演男優賞、
インド：Silver Wings国際映画祭 長編主演男優賞、
カナダ：Alternative Film Festival 作品賞＆主演男優賞、
アメリカ：Los Angeles Film Awards 最優秀音楽賞・主演女優賞 ほか）
2024年　「スマホを落としただけなのに ～最終章～ ファイナルハッキングゲーム」　監督:中田秀夫
　「夏目アラタの結婚」　監督:堤幸彦
　「害魚」　監督:大久保健也
2023年　長編映画「僕を呼ぶ声/TOKYO STRANGE TALE 」初プロデュース・企画・主演作品。監督・脚本は上野コオイチ　2023年8月26日 0号試写をイベント化した「乙黒文化祭2023」を東京渋谷 Space Edge にて開催。200名以上を動員した。
2013年　「元気屋の戯言」　監督:上原源太
　「俺はまだ本気出してないだけ」　監督:福田雄一
2011年　「モテキ」　監督:大根仁
　「ラビット・ホラー3D」　監督:清水崇
2010年　「十三人の刺客」　監督:三池崇史
2009年　「カイジ」　監督:佐藤東弥
　「Milord #2」　原作･脚本:ハセガワアユム（MU）監督:頃安祐良《主演》
　「少年メリケンサック」　監督:宮藤官九郎
2004年　「Deveroper」　監督:山崎紫音　鈴木役
　「Scratch！」　監督:近藤一彦
　「Blue Films～すべ公同級生～」　監督:本田隆一　やす役（準主役）
　「神様のくれた酒 セクシードリンク大作戦」　監督:本田隆一
2001年　「東京ハレンチ学園 さよならのブルース」　監督:本田隆一　梶基役（準主役）
　「弾丸（あいつ）に気をつけろ」　監督:本田隆一　赤木良介役
　「宇宙の人」　監督:山本浩司

### ドラマ
1998年
- 走れ公務員! 第1話（フジテレビ） - 谷山幸二 役
- 凍りつく夏 第2話（日本テレビ）
- 警部補・坪内直哉 父と娘の事件簿（TBS、月曜ドラマスペシャル）
- 七瀬ふたたび 第8話（テレビ東京）

1999年
- PU-PU-PU- 第5話（TBS）

2000年
- 真夏のメリークリスマス 第3話（TBS、金曜ドラマ）
- ただいま満室 第1話（テレビ朝日） - ケンジ 役
- OLポリス 第4話（日本テレビ、shin-D）
- 怖い日曜日〜2000〜 第12話（日本テレビ）
- 池袋ウエストゲートパーク（TBS） - モヒカン 役
- Beautiful Life 〜ふたりでいた日々〜（TBS）

2001年
- Love Story（TBS、東芝日曜劇場）

2002年
- おとうさん 第2話（TBS、日曜劇場）
- 聴覚室「タイムカプセル」「蟲」「しゃっくり」（フジテレビ）

2003年
- LOVE&GO!（関西テレビ） - 向井サトシ 役
- GOOD LUCK!! 第2話（TBS、日曜劇場）

2004年
- テイクオフ!（関西テレビ） - 遠山 役

2005年
- moon（関西テレビ） - 太田光男 役

2007年
- 浅見光彦シリーズ24・漂泊の楽人（TBS） - 浅見陽一郎の部下の刑事 役
- BOYSエステ 第9・10話（テレビ東京、ドラマ24）

2009年
- 相棒 season7 第14話（テレビ朝日） - 佐々木 役

2010年
- 天装戦隊ゴセイジャー epic22（テレビ朝日）
- 絶対零度〜未解決事件特命捜査〜 第7話（フジテレビ）

2012年
- 勇者ヨシヒコと悪霊の鍵 第1話（テレビ東京、ドラマ24）
- 眠れる森の熟女 第1〜7回（NHK、よる★ドラ） - 編集部員 役
- VISION-殺しが見える女-」第2話（日本テレビ、木曜ミステリーシアター） - 吉村益男 役

2013年
- 警視庁捜査一課9係 第2話（テレビ朝日）
- 八重の桜 第27回（NHK、大河ドラマ）

2014年
- ほっとけない魔女たち 第29話（フジテレビ）
- モザイクジャパン 第4話（WOWOW、連続ドラマW）- 今村 役
- 軍師官兵衛 第20回（NHK、大河ドラマ）

2015年
- かぶき者 慶次（NHK、木曜時代劇） - 勘定方・原喜一郎 役
- ようこそ、わが家へ 第2話（フジテレビ）
- Dr.倫太郎 第1話（日本テレビ、水曜ドラマ）
- 美女と男子 第1回（NHK、ドラマ10）
- 保育探偵25時〜花咲慎一郎は眠れない!!〜 第7話（テレビ東京）

2016年
- 沈まぬ太陽 第3話（WOWOW、連続ドラマW）
- 吉原裏同心〜新春吉原の大火〜（NHK、正月時代劇）

2017年
- 更生補導員・深津さくら 殺人者の来訪 〜告解者〜（テレビ東京、日曜イベントアワー）
- 嫌われ監察官 音無一六スペシャル（テレビ東京、水曜ミステリー9）
- アシガール（NHK、土曜時代ドラマ） - 梅谷村の村人・儀平 役

2025年
- 相棒 season23 第17話（テレビ朝日） - 桑村 役

### ウェブ配信
- 全裸監督（2019年8月8日、Netflix）第5話[1]

### CM
- ビッグモーター 「BIG佐藤せまる顔編」
- 千寿製薬 マイティアアルピタットEXαシリーズ

### その他
- ロバート秋山のクリエイターズ・ファイル No.35 「ハイパーFM＆ラジオパーソナリティ 宗像＂issiy"裕司」（2017年） - ハッシーこと橋本D 役